# Xinjiangovenator parvus
Xinjiangovenator parvus es la única especie conocida del género extinto Xinjiangovenator de dinosaurio terópodo celurosauriano, que vivió a mediados del período Cretácico, hace aproximadamente entre 122 y 100 millones de años, desde el Aptiense Albiense, en lo que hoy es Asia. La descripción del chinjiangovenator se basa en fragmentos de una pata derecha encontrada en China, por lo que originalmente se pensó que era un nuevo espécimen de Phaedrolosaurus.

## Descripción
La parte inferior de la pierna, tibia más huesos del tobillo, tiene una longitud de 312 milímetros. Gregory S. Paul estimó en 2010 que los individuos de Xinjiangovenator tenían una longitud de 3 metros y una masa de 70 kg. Rauhut & Xu en 2005 establecieron dos autapomorfias, rasgos derivados únicos, que podrían usarse para caracterizar Xinjiangovenator. Primero, el cóndilo lateral, articulación exterior del tobillo, en el extremo inferior de la tibia se extiende más hacia atrás que el borde exterior de la porción de la tibia cerca de la rodilla. En segundo lugar, la parte proximal del peroné, cerca de la rodilla, tiene un surco longitudinal a lo largo de su borde frontal.

## Descubrimiento e investigación

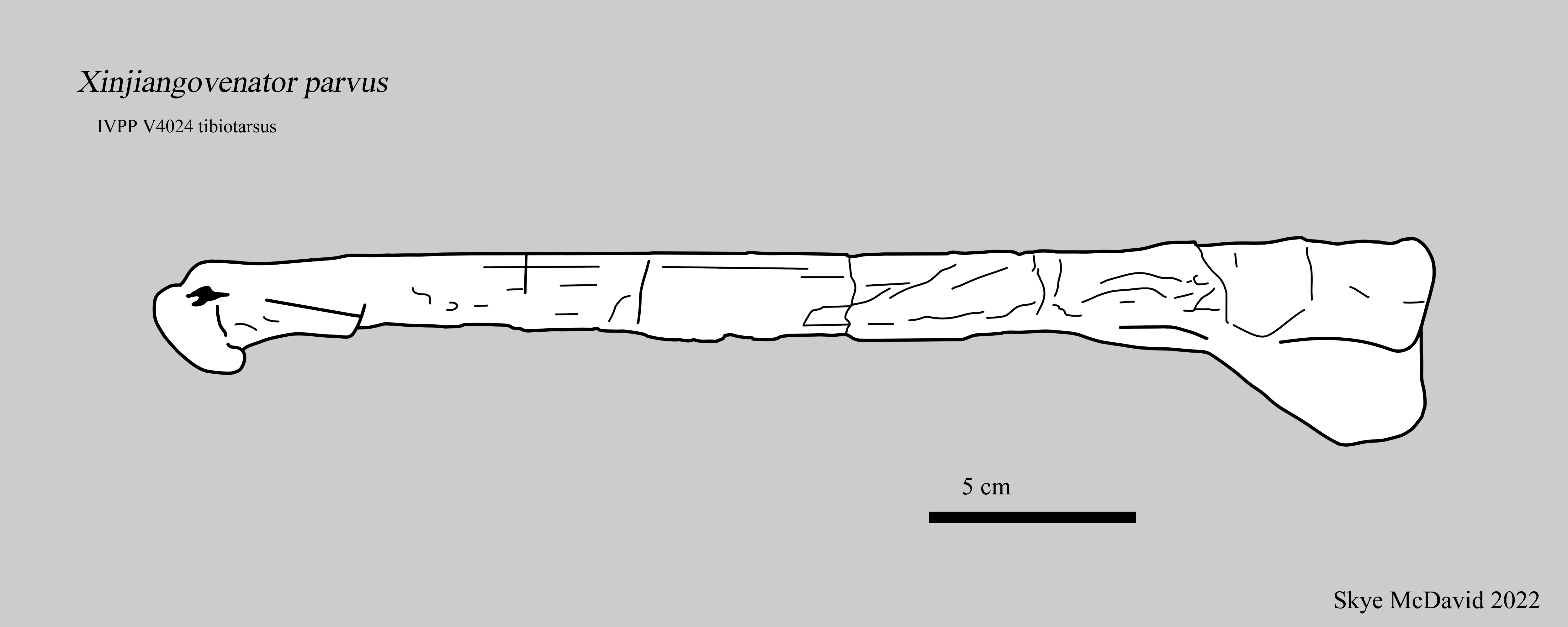
Tibiotarso del holotipo de Xinjiangovenator parvus IVPP V4024.

Los restos de Xinjiangovenator se encontraron en la Formación Lianmuqin de Wuerho, Xinjiang, China, y fueron descritos por primera vez por Dong Zhiming en 1973. El género se basa en un solo espécimen, una parte inferior de la pierna derecha articulada, que contiene la tibia, tres piezas del peroné, el calcáneo y el astrágalo. Este espécimen catalogado como IVPP V4024-2, es el holotipo del género.
Originalmente se pensó que el holotipo era otro espécimen de Phaedrolosaurus. Sin embargo, Phaedrolosaurus se basa solo en un diente no diagnóstico, por lo que Oliver Rauhut y Xu Xing dieron a los huesos de las patas traseras su propio género en 2005. La especie tipo es Xinjiangovenator parvus. El nombre genérico se deriva de la región autónoma de Xinjiang y del latín venator, "cazador". El nombre específico X. parvus significa "pequeño" en latín.

## Clasificación
Rauhut & Xu en 2005 originalmente ubicaron a Xinjiangovenator dentro de Maniraptora usando un análisis filogenético. Se consideró que estaba más estrechamente relacionado con los paravianos, como los dromeosáuridos y las aves , que con los oviraptorosaurianos y los terizinosaurios. Esta colocación se justificó por la presencia de un proceso ascendente alto y ancho del hueso astrágalo. Además, el cóndilo del peroné del fémur se expandió hacia atrás y el peroné se estrechó drásticamente hacia el tobillo. También se encontró que estas características estaban presentes en el celurosaurio Bagaraatan y Rauhut & Xu en 2005 sugirieron que Xinjiangovenator y Bagaraatan eran taxones hermanos.
La descripción de 2010 de Zuolong por Jonah Choiniere , James M. Clark , Catherine Forster y Xu Xing encontró una posición diferente para Xinjiangovenator en su análisis filogenético. Debido a su naturaleza fragmentaria, se descubrió que Xinjiangovenator tenía una posición inestable dentro de Coelurosauria. Algunos, pero no todos, de los árboles filogenéticos encontraron a Xinjiangovenator como el taxón hermano de Ornitholestes basándose en que la parte proximal de la tibia era tan ancha a lo largo de su borde frontal como su borde posterior. Cuando se eliminó Xinjiangovenator del análisis, Ornitholestes se descubrió que era un maniraptorano basal.